# Arcidiocesi di Veszprém

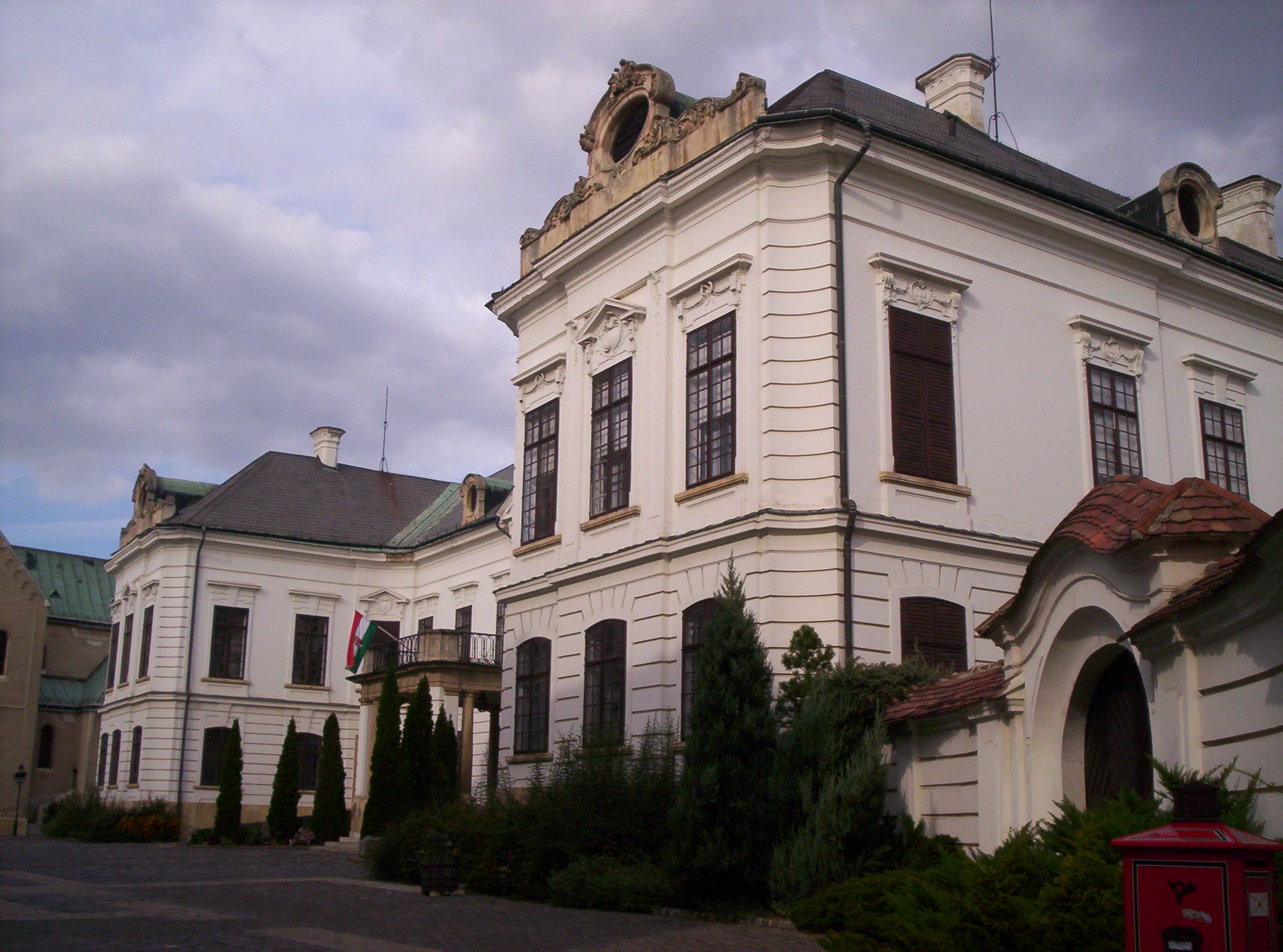
Il palazzo arcivescovile di Veszprém.

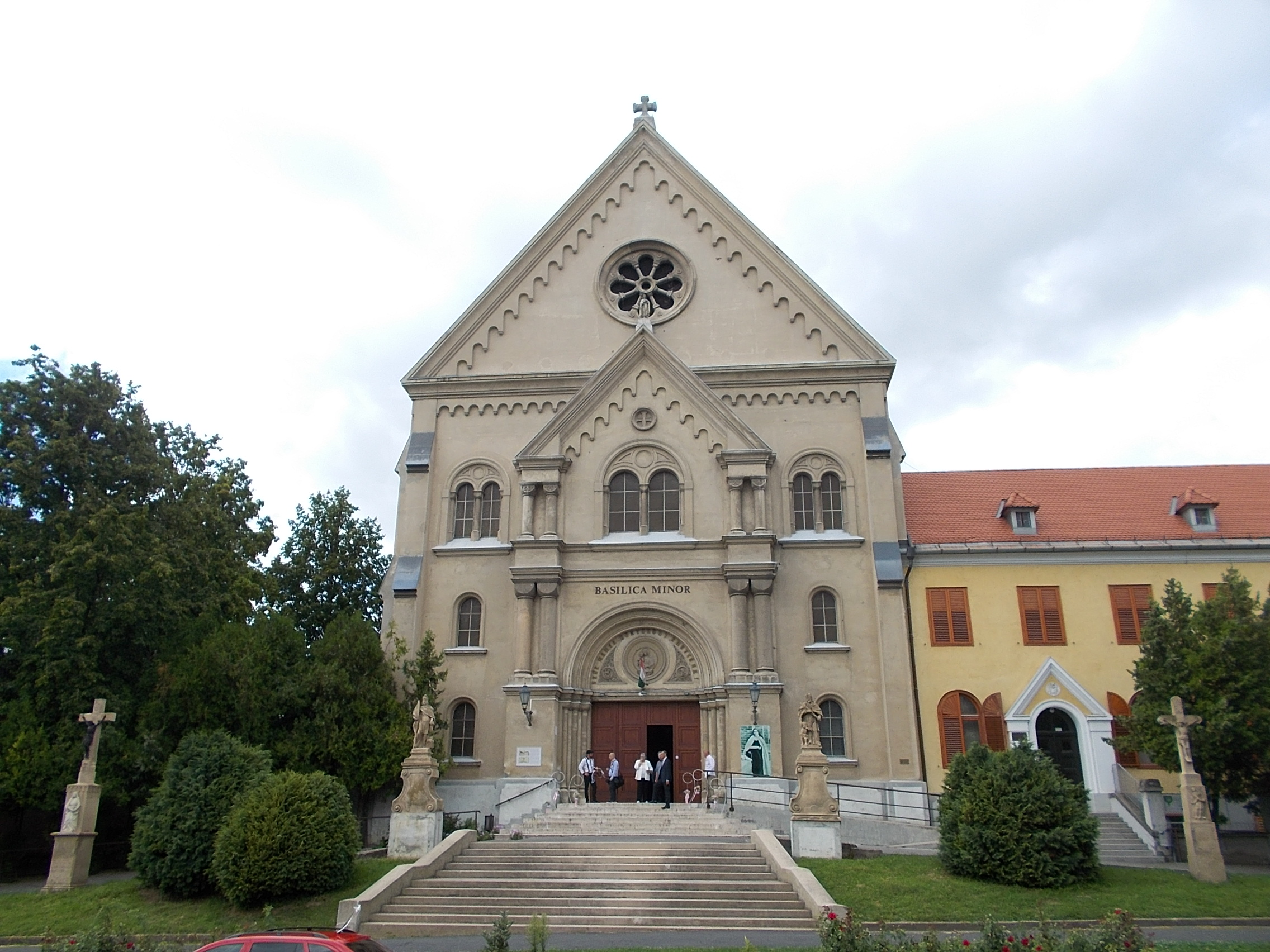
La basilica minore di Santa Teresa di Keszthely.

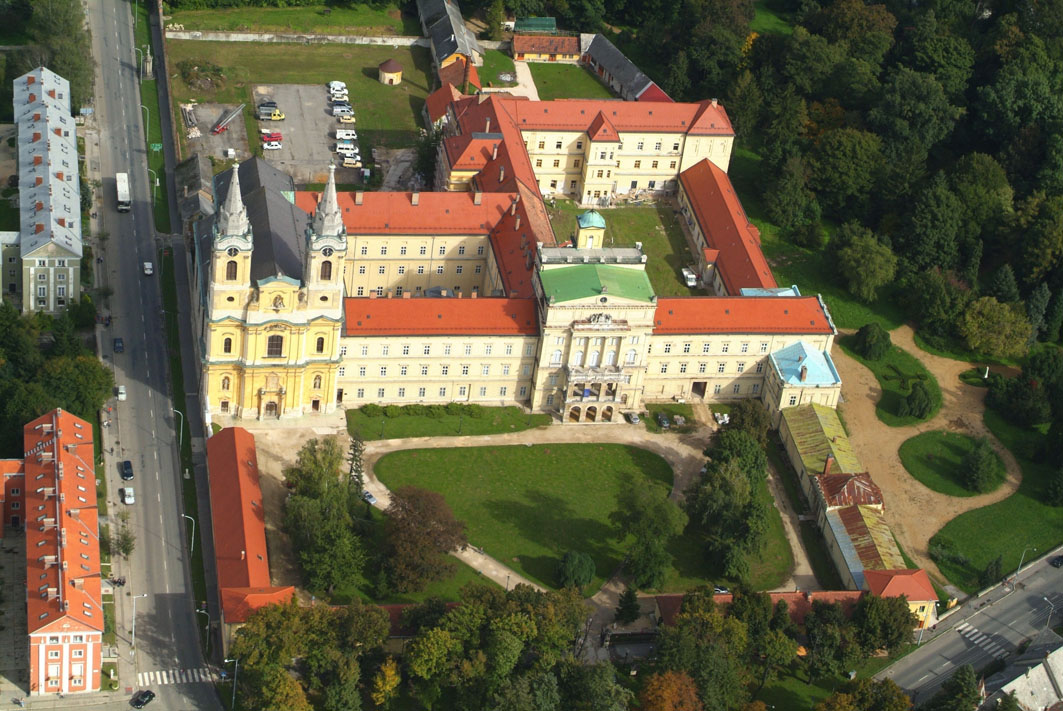
Vista aerea dell'abbazia cistercense di Zirc.

L'arcidiocesi di Veszprém (in latino Archidioecesis Veszprimiensis) è una sede metropolitana della Chiesa cattolica in Ungheria. Nel 2022 contava 260.885 battezzati su 434.775 abitanti. È retta dall'arcivescovo György Udvardy.

## Territorio
L'arcidiocesi comprende la contea di Veszprém e la parte orientale della contea di Zala, in Ungheria.
Sede arcivescovile è la città di Veszprém, dove si trova la cattedrale di San Michele.
Il territorio è suddiviso in 179 parrocchie.

## Storia
La diocesi di Veszprém fu eretta nel 1009 da santo Stefano, re d'Ungheria. Originariamente era suffraganea dell'arcidiocesi di Esztergom (oggi arcidiocesi di Esztergom-Budapest). Per volere della beata Gisella di Baviera, moglie di santo Stefano e regina d'Ungheria fu costruita la prima cattedrale. La stessa Gisella volle essere sepolta a Veszprém e forse da questo fatto derivò il privilegio del vescovo di Veszprém di incoronare le regine di Ungheria e di fungere da loro cancelliere.
Nel 1276 la città fu distrutta nel corso di una guerra tra i signori di Németujvár e quelli di Csák. La cattedrale fu distrutta da un incendio e furono distrutti anche la scuola di teologia e di diritto e la biblioteca. Durante l'attacco, 68 persone, tra canonici e sacerdoti furono uccisi, molti altri furono torturati e derubati, mentre tutti i tesori del capitolo della cattedrale furono saccheggiati.
Nel 1526 la vittoria turca nella battaglia di Mohács segnò l'inizio del declino della diocesi, aggravato poco dopo dalla Riforma protestante e dalle battaglie tra ungheresi e turchi che ebbero per teatro il territorio diocesano.
Fino all'edizione del Messale post-tridentino di San Pio V nell'arcidiocesi era in uso il rito strigoniense, il cui Messale trae origine da un Sacramentario composto nel capitolo di Veszprém fra il 1192 e il 1195. Anche dopo l'introduzione del Messale Romano, nella diocesi fu in uso il Rituale strigoniense stampato nel 1625 e in successive edizioni fino al 1909, che sebbene si richiamasse al Rituale Romanum del 1614, accoglieva le consuetudini proprie del Regno d'Ungheria.
Solo dopo il 1686 con la riconquista di Buda e la fine del dominio su buona parte dell'Ungheria la diocesi tornò a prosperare. Nel 1711 incominciarono i lavori di ricostruzione, portati a compimento nei decenni successivi.
Il 17 giugno 1777 cedette porzioni del suo territorio a vantaggio dell'erezione delle diocesi di Szombathely e di Székesfehérvár.
Il 31 maggio 1993 è stata elevata ad arcidiocesi metropolitana con la bolla Hungarorum gens di papa Giovanni Paolo II. Contestualmente ha ceduto parte del proprio territorio a vantaggio dell'erezione della diocesi di Kaposvár; e altre modifiche territoriali hanno portato l'arcidiocesi ad assumere l'attuale fisionomia territoriale.

## Cronotassi dei vescovi
Si omettono i periodi di sede vacante non superiori ai 2 anni o non storicamente accertati.
- István † (1009 - ?)
- Benetha (Benedek I) † (menzionato nel 1046)
- Bulcsu Lád †
- András † (menzionato nel 1058)
- Kozma † (1068 - 1091)
- Almarius † (1091 - 1093)
- Máté † (menzionato nel 1113)
- Nana † (menzionato nel 1131)
- Martyrius † (menzionato nel 1135)
- Péter I † (1135 - 1139)
- Pál † (1142 - 1143)
- Péter II † (menzionato nel 1156)
- János I † (menzionato nel 1164)
- Benedek II † (menzionato nel 1171)
- János II † (1181 - 1199)
- Kalenda (Kalanda) † (1199 - 1209 deceduto)
- Róbert † (1209 - 13 marzo 1226 nominato arcivescovo di Esztergom)
- Bertalan † (1226 - 1244)
- Zlaudus Kaplony † (1244 - 1262)
- Pál Balogh Széchy † (1263 - 1275)
- Péter Kőszegi † (28 ottobre 1275 - 1289)
- Benedek Rád † (1289 - 1311)
- István Ákos † (1311 - 1322 ?)
- Henrik † (18 gennaio 1320 - 1333 deceduto)
- Meskó † (1334 - 1344 deceduto)
- István Harcsáki † (9 agosto 1344 - 2 marzo 1345 nominato arcivescovo di Kalocsa)
- Galhard de Carceribus † (2 marzo 1345 - 19 luglio 1346 nominato arcivescovo di Brindisi)
- János Dorozsma Gara † (19 luglio 1346 - 1357 deceduto)
- László Hont-Pázmány † (27 marzo 1358 - 1372 deceduto)
- László de Deménd † (27 ottobre 1372 - 2 ottobre 1377 nominato vescovo di Gran Varadino)
- Péter Siklósi † (2 ottobre 1377 - 1378)
- Benedek Himházi † (22 febbraio 1380 - 1387)
- Demeter Hont-Pázmány † (25 ottobre 1387 - 22 dicembre 1391 nominato vescovo di Transilvania)
- Maternus † (30 gennaio 1392 - 3 aprile 1395 nominato vescovo di Transilvania)
- Demeter Hont-Pázmány † (3 aprile 1395 - 1398) (per la seconda volta)
- Mihály Hédervári † (16 giugno 1399 - 1402 deceduto)
- György † (9 marzo 1403 - 1404)
- János Albeni † (1407 - 1410)
- Sándor † (1411 - 1411)
  - Branda Castiglione † (1º settembre 1412 - 1424 dimesso) (amministratore apostolico)
- Péter Rozgonyi † (5 maggio 1424 - 23 maggio 1425 nominato vescovo di Eger)
- Uski János † (7 gennaio 1426 - 1428 deceduto)
- Simon Rozgonyi † (30 agosto 1428 - 15 febbraio 1440 nominato vescovo di Eger)
- Giovanni de Dominis † (15 febbraio 1440 - 9 maggio 1440 dimesso)
- Mátyás Gatal Gatalóczi † (9 maggio 1440 - 1457 deceduto)
- Albert Kaplony Vetési † (16 giugno 1458 - 1486 deceduto)
- János Vitéz † (3 giugno 1489 - 1499 deceduto)
- György Szatmári † (1º aprile 1500 - 14 febbraio 1502 nominato vescovo di Gran Varadino)
- Gregorio Frangipane † (18 aprile 1502 - 11 dicembre 1503 nominato arcivescovo di Kalocsa)
  - Pietro Isvalies † (21 giugno 1503 - 22 settembre 1511 deceduto) (amministratore apostolico)
- Péter Beriszló † (1513 - 20 maggio 1520 deceduto)
- Pál Várdai † (1521 - 1526 nominato vescovo di Eger)
  - Tamás Zalaházi † (1526 - 3 febbraio 1529 nominato vescovo di Eger) (vescovo eletto)
  - Márton Kecset † (1529 - circa 1548 dimesso) (vescovo eletto)
- Pál Bornemisza † (4 luglio 1550 - 3 agosto 1554 nominato vescovo di Transilvania)
- András Köves † (3 agosto 1554 - 7 gennaio 1568 deceduto)
- János Liszti † (1568 - 15 maggio 1573 nominato vescovo di Győr)
- István Fejérkővy † (15 maggio 1573 - 19 dicembre 1588 nominato vescovo di Nitra)
  - Ferenc Forgách † (22 dicembre 1587 - 2 agosto 1599 nominato vescovo di Nitra[3]) (non confermato)
  - Ferenc Monoszlóy † (17 dicembre 1596 - ?) (non confermato)
- András Monoszlóy † (21 giugno 1599 - 11 dicembre 1609 deceduto)
  - Lajos Ujlaky † (1604 - 1605 o 1606 deceduto) (non confermato)
  - Demeter Náprágyi † (1607 - 1607 nominato vescovo di Győr) (non confermato)
  - Bálint Lépes † (1608 - 1608) (non confermato)
  - Péter Radovics † (1608 - 1608 deceduto) (non confermato)
- Ferenc Ergelics † (29 marzo 1610 - 17 dicembre 1629 nominato vescovo di Zagabria)
  - István Sennyey Kissennyei † (11 luglio 1628 - 1630) (non confermato)
  - István Szentandrássy Csíkmádéfalvi † (24 marzo 1630 - 21 settembre 1631 deceduto) (non confermato)
- Pál David Felistáli † (6 ottobre 1631 - 1633 deceduto)
- György Lippay Zombori † (6 giugno 1633 - 4 dicembre 1645 nominato arcivescovo di Esztergom)[4]
  - György Jakosics † (1638 - 1642 nominato vescovo di Eger) (non confermato)
  - István Bosnyák † (5 agosto 1642 - 5 settembre 1644 nominato vescovo di Vác) (non confermato)
  - György Szelepcsényi † (5 settembre 1644 - 8 dicembre 1647 nominato vescovo di Eger) (non confermato)
- György Széchény † (9 giugno 1653 - 7 dicembre 1665[5] nominato vescovo di Győr)
  - Pál Hoffmann † (27 gennaio 1658 - 1659 deceduto) (non confermato)
- István Sennyey Kissennyei il Giovane † (14 gennaio 1669[6] - 10 aprile 1687 deceduto)
- Pál Széchényi, O.S.P.P.E. † (24 novembre 1687 - 1º luglio 1697 nominato arcivescovo di Kalocsa e amministratore apostolico)
  - Pál Széchényi, O.S.P.P.E. † (1º luglio 1697 - 22 maggio 1710 deceduto) (amministratore apostolico)
- Otto János Teofil Tóth von Volkra  † (1º ottobre 1710 - 19 dicembre 1720 deceduto)
  - Imre Esterházy † (17 gennaio 1723 - 17 marzo 1727 nominato arcivescovo di Esztergom) (non confermato)
- Péter Ádám Acsády † (8 aprile 1726[7] - 10 ottobre 1744 deceduto)
- Márton Padányi Biró † (19 luglio 1745 - 10 agosto 1762 deceduto)
- Ignác Koller † (10 agosto 1762 succeduto - 4 aprile 1773 deceduto)
- József Baizath † (12 maggio 1777 - 24 febbraio 1802 deceduto)
  - Sede vacante (1802-1808)
- Pál Rosos † (11 luglio 1808 - 17 luglio 1809 deceduto)
  - Sede vacante (1809-1814)
- György Kurbély † (26 settembre 1814 - 27 maggio 1821 deceduto)
- Antal Makay † (24 novembre 1823 - 8 gennaio 1825 deceduto)
- József Kopácsy † (27 giugno 1825 - 18 febbraio 1839 nominato arcivescovo di Esztergom)
  - Sede vacante (1839-1842)
- Domonkos Zichy † (23 maggio 1842 - 27 ottobre 1849 dimesso)
- János Ranolder † (7 gennaio 1850 - 12 settembre 1875 deceduto)
- Zsigmond Kovács † (25 giugno 1877 - 18 giugno 1887 deceduto)
- Károly Hornig † (1º giugno 1888 - 9 febbraio 1917 deceduto)
- Nándor Rott † (12 luglio 1917 - 3 marzo 1939 deceduto)
- Tihamér Tóth † (3 marzo 1939 succeduto - 6 maggio 1939 deceduto)
- Gyula Czapik † (19 luglio 1939 - 7 maggio 1943 nominato arcivescovo di Eger)
- József Mindszenty † (3 marzo 1944 - 2 ottobre 1945 nominato arcivescovo di Esztergom)
- László Bánáss † (4 settembre 1946 - 20 aprile 1949 deceduto)
- Bertalan Badalik † (10 giugno 1949 - 11 ottobre 1965 deceduto)
  - Sede vacante (1965-1975)
- László Kádár † (7 gennaio 1975 - 2 marzo 1978 nominato arcivescovo di Eger)
- László Paskai † (31 marzo 1979 - 5 aprile 1982 nominato arcivescovo coadiutore di Kalocsa)
- József Szendi † (3 settembre 1983 - 14 agosto 1997 ritirato)
- Gyula Márfi (14 agosto 1997 - 12 luglio 2019 ritirato)
- György Udvardy, dal 12 luglio 2019

## Statistiche
L'arcidiocesi nel 2022 su una popolazione di 434.775 persone contava 260.885 battezzati, corrispondenti al 60,0% del totale.
| anno | popolazione | popolazione | popolazione | presbiteri | presbiteri | presbiteri | presbiteri                | diaconi | religiosi | religiosi | parrocchie |
| anno | battezzati  | totale      | %           | numero     | secolari   | regolari   | battezzati per presbitero | diaconi | uomini    | donne     | parrocchie |
| ---- | ----------- | ----------- | ----------- | ---------- | ---------- | ---------- | ------------------------- | ------- | --------- | --------- | ---------- |
| 1949 | 703.198     | 874.163     | 80,4        | 623        | 440        | 183        | 1.128                     |         | 166       |           | 329        |
| 1969 | 750.000     | 930.100     | 80,6        | 505        | 423        | 82         | 1.485                     |         | 82        |           | 337        |
| 1977 | 650.500     | 928.420     | 70,1        | 406        | 406        |            | 1.602                     |         |           |           | 351        |
| 1990 | 654.820     | 980.536     | 66,8        | 298        | 298        |            | 2.197                     |         |           |           | 347        |
| 1999 | 304.645     | 468.994     | 65,0        | 144        | 124        | 20         | 2.115                     |         | 20        | 30        | 181        |
| 2000 | 301.910     | 451.524     | 66,9        | 142        | 122        | 20         | 2.126                     |         | 20        | 20        | 181        |
| 2001 | 302.024     | 461.123     | 65,5        | 131        | 111        | 20         | 2.305                     | 1       | 26        | 30        | 181        |
| 2002 | 295.694     | 459.404     | 64,4        | 118        | 108        | 10         | 2.505                     | 1       | 16        | 33        | 180        |
| 2003 | 320.731     | 484.940     | 66,1        | 127        | 106        | 21         | 2.525                     | 1       | 31        | 26        | 180        |
| 2004 | 315.374     | 478.029     | 66,0        | 134        | 106        | 28         | 2.353                     | 2       | 38        | 28        | 180        |
| 2010 | 336.000     | 461.000     | 72,9        | 119        | 97         | 22         | 2.823                     | 12      | 24        | 22        | 180        |
| 2014 | 335.600     | 461.500     | 72,7        | 134        | 112        | 22         | 2.504                     | 14      | 24        | 5         | 180        |
| 2017 | 333.000     | 459.000     | 72,5        | 134        | 111        | 23         | 2.485                     | 14      | 24        | 3         | 180        |
| 2020 | 275.597     | 442.840     | 62,2        | 126        | 110        | 16         | 2.187                     | 17      | 17        | 2         | 180        |
| 2022 | 260.885     | 434.775     | 60,0        | 128        | 113        | 15         | 2.038                     | 15      | 16        | 4         | 179        |